# Сељаци (Бузет)
Сељаци (итал. Segliazzi) је насеље у континенталном делу Истарске жупаније у Републици Хрватској. Административно је у саставу Града Бузета.

## Становништво
Према задњем попису становништва из 2001. године у насељу Сељаци живела су 23 становника који је живели у 5 породичних домаћинстава.
Кретање броја становника по пописима 1857—2001.
| година пописа  | 1857. | 1869. | 1880. | 1890. | 1900. | 1910. | 1921. | 1931. | 1948. | 1953. | 1961. | 1971. | 1981. | 1991. | 2001. |
| бр. становника | 0     | 0     | 112   | 106   | 102   | 78    | 0     | 0     | 111   | 104   | 82    | 42    | 33    | 23    | 23    |

- Напомена:У 1857., 1869., 1921. и 1931. подаци су садржани у насељу Салеж.